# تاریخچه گیاهان (ثئوفراستوس)

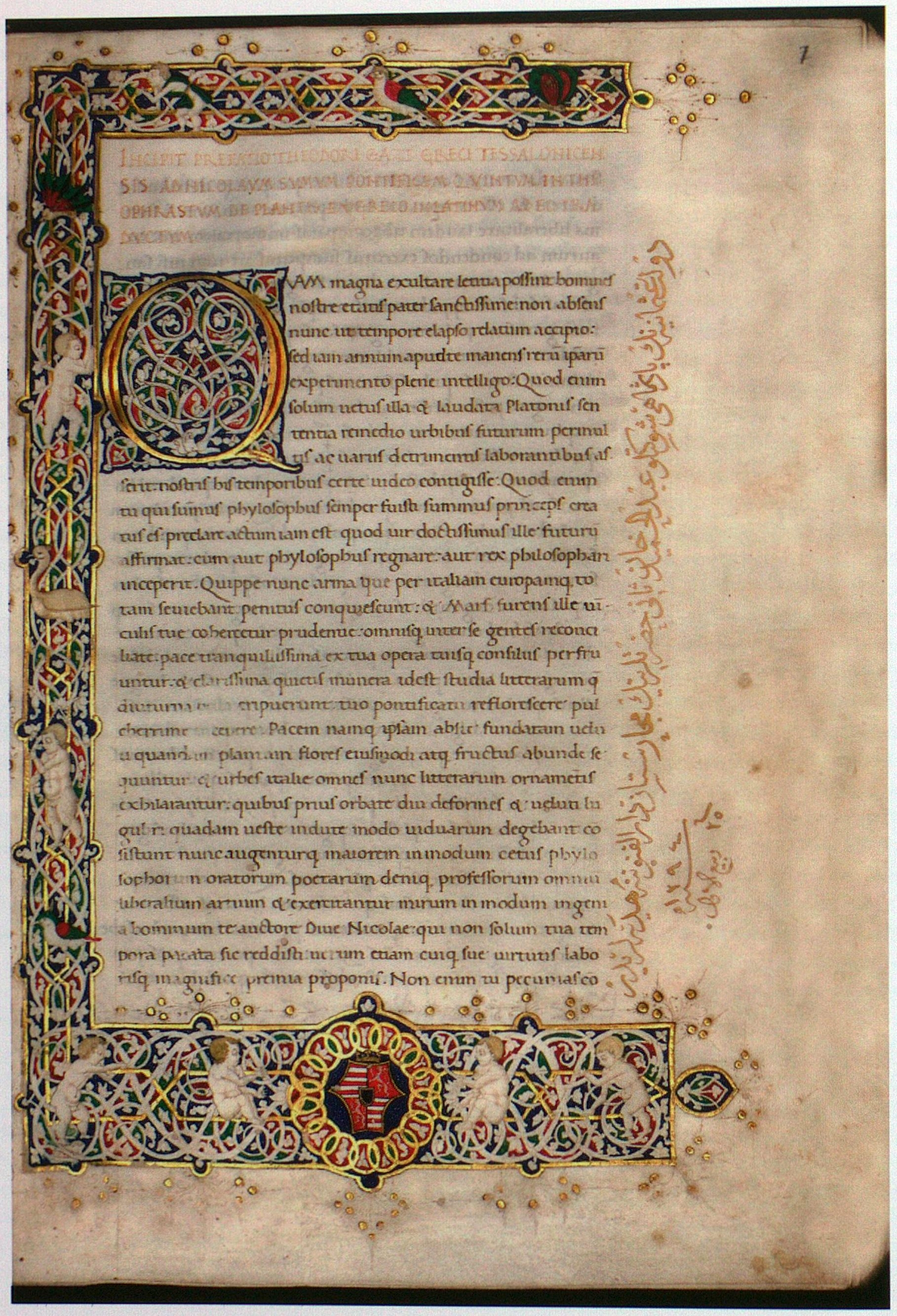
دیباچه تاریخچه گیاهان

تاریخچه گیاهان (به یونانی: Περὶ φυτῶν ἱστορία, Peri phyton historia) کتاب گیاه‌شناسی اثر ثئوفراستوس است که به همراه کتاب تاریخ طبیعی نوشته پلینیوس و کتاب د ماتریا مدیکا نوشته دیوسکوریدس یکی از مهم‌ترین کتاب‌ها در زمینه تاریخ طبیعی است که در عهد قدیم نوشته شده‌است و مانند آن‌ها در رنسانس مؤثر بوده‌است.